# Pantydraco
Pantydraco caducus
Genre
Espèce
Synonymes
- Thecodontosaurus caducus Yates, 2003

Pantydraco est un genre éteint de dinosaures sauropodomorphes basaux du Trias supérieur  du pays de Galles. 
Ce sauropodomorphe est représenté par une unique espèce, Pantydraco caducus. L'holotype, d'abord décrit comme appartenant au genre Thecodontosaurus, a été découvert en 1952 et nommé en 2007 par Peter Galton, Adam Matthew Yates (d) et Diane Kermack (d).
Antonio Ballell (d), Emily J. Rayfield (d) et Michael Benton (dans leur étude de 2020) estiment que Pantydraco est un synonyme juvénile de Thecodontosaurus,,,.

## Description
Pantydraco était de taille moyenne. L'animal avait une longue queue qui se rétrécissait vers l'extrémité et était large au niveau de l'articulation de la hanche. Sa tête était pointue et sa mâchoire forte. Les membres antérieurs du dinosaure étaient développés pour la préhension tandis que les membres postérieurs étaient adaptés pour supporter le poids du corps de l'animal. Le centre de masse se trouve près de l'os pelvien, ce qui signifie que l'animal était bipède. Les membres antérieurs étaient plus courts que les membres postérieurs. Les mains avaient trois doigts mobiles tandis que le quatrième doigt était encastré. Il avait des griffes bien développées. La taille estimée des fossiles juvéniles est d'environ 0,7 à 1 mètre. On pense que les adultes mesuraient environ trois mètres. Le poids estimé d'un adulte moyen de cette espèce de dinosaure est d'environ 50 kilogrammes. L'animal était donc assez gracile. Les dents étaient bien développées.

## Classification
Le cladogramme suivant, de établi par Alejandro Otero et ses collègues en 2015, montre la phylogénie des sauropodomorphes avec la position du genre Pantydraco :
- Sauropodomorpha
  - Saturnaliinae
    - Saturnalia
    - Chromogisaurus

  - 
    - Pantydraco
    - 
      - Thecodontosaurus
      - 
        - Efraasia
        - 
          - Plateosauravus
          - Plateosauria
            - Ruehleia
            - Plateosauridae
              - Unaysaurus
              - Plateosaurus

            - Massopoda
              - Riojasauridae
                - Eucnemesaurus
                - Riojasaurus

              - 
                - Sarahsaurus
                - 
                  - Massospondylidae
                    - 
                      - Lufengosaurus
                      - Glacialisaurus
                      - Coloradisaurus

                    - 
                      - Massospondylus
                      - 
                        - Adeopapposaurus
                        - Leyesaurus

                  - 
                    - Jingshanosaurus
                    - 
                      - Yunnanosaurus
                      - 
                        - Seitaad
                        - Anchisauria
                          - Anchisaurus
                          - Sauropodiformes
                            - Mussaurus
                            - 
                              - Aardonyx
                              - Leonerasaurus
                              - Sefapanosaurus
                              - 
                                - Melanorosaurus
                                - Sauropoda

## Étymologie
Le nom générique, Pantydraco, est la combinaison de Panty, diminutif de Pant-y-Ffynnon Quarry (d), la carrière écossaise où ont été trouvés les fossiles, et du latin draco, « animal fabuleux ressemblant à un lézard ».

## Publication originale
- (de) Peter M. Galton, Adam M. Yates et Diane Kermack, « Pantydraco n. gen. for Thecodontosaurus caducus Yates, 2003, a basal sauropodomorph dinosaur from the Upper Triassic or Lower Jurassic of South Wales, UK », Neues Jahrbuch für Geologie und Paläontologie. Abhandlungen, vol. 243, no 1,‎ 1er janvier 2007, p. 119-125 (ISSN 0077-7749 et 2363-717X, DOI 10.1127/0077-7749/2007/0243-0119, lire en ligne).